# Capito
Genre
Le genre Capito comprend 11 espèces de cabézons, petits oiseaux néotropicaux de la famille des Capitonidae.

## Liste d'espèces
D'après la classification de référence (version 5.1, 2015) du Congrès ornithologique international (ordre phylogénique) :
- Capito aurovirens – Cabézon oranvert
- Capito wallacei – Cabézon du Loreto
- Capito fitzpatricki – Cabézon du Sira
- Capito maculicoronatus – Cabézon à calotte tachetée
- Capito squamatus – Cabézon à nuque blanche
- Capito hypoleucus – Cabézon à manteau blanc
- Capito dayi – Cabézon du Brésil
- Capito brunneipectus – Cabézon à poitrine brune
- Capito niger – Cabézon tacheté
- Capito auratus – Cabézon doré
- Capito quinticolor – Cabézon à cinq couleurs